# Тарлак
Тарлак — провінція Філіппін, в регіоні Центральний Лусон. Не має виходу до океану. Площа — 3,053.45 км², населення — близько 1 243 тис. осіб. Щільність населення становить 454 чол./км². Столиця — місто Тарлак.
Капампанганська мова поширена в південній частині провінції, ілоканська і пангасінанська — в північній. Тагальську мову добре розуміють на усій території провінції.
Розташована в центральній частині острова Лусон. Східна частина провінції рівнинна (близько 75 % площі), західна — горбиста і гориста.
У адміністративному відношенні ділиться на 17 муніципалітетів і 1 місто.